# Сподіваємося, що буде дівчинка
«Сподіваємося, що буде дівчинка» («Speriamo che sia femmina») — італійсько-французька кінокомедія 1986 року, знята режисером Маріо Монічеллі.

## Сюжет
У фільмі аналізується роль чоловіка в італійському суспільстві, демонструються можливості форми «жіночого поєднання» між жінками, які живуть, на свій вибір, у світі без чоловіків.

## У ролях
- Лів Ульман — Елена
- Катрін Денев — Клаудія
- Філіпп Нуаре — Леонардо
- Афіна Ченці — Фоска
- Паоло Хендел — Маріо Джіованні
- Джуліана Де Сіо — Франка
- Стефанія Сандреллі — Лолі
- Бернар Бліє — дід Гуго
- Джуліано Джемма — Гвідо Нардоні
- Лукреція Ланте делла Ровере — Мальвіна
- Адальберто Мерлі — Чезаре Монтеллі
- Нуччіа Фумо — Роза Нардоні, мати Гвідо
- Еніо Дрованді — Дон Мауріціо
- Пауль Мюллер — священник
- Карло Монні — таксист
- Маріо Чеккі — Маріо, фермер
- Ріккардо Діана — Франка, робітник
- Сімона Чера — Ірма, дочка Фоски
- Франческа Кало — Мартіна, дочка Клаудії

## Знімальна група
- Режисер — Маріо Монічеллі
- Сценаристи — Тулліо Пінеллі, Маріо Монічеллі, Леонардо Бенвенуті, П'єро Де Бернарді, Сюзо Чеккі Д'Аміко
- Оператор — Камілло Баццоні
- Композитор — Нікола Пйовані
- Художник — Енріко Фіорентіні
- Продюсери — Джованні Ді Клементе, Андре Джауї, Бруно Рідольфі